# Vitaliano Ravagli
Vitaliano Ravagli (* 23. července 1934 Imola) je italský antifašista.
Společně se skupinou autorů Wu Ming napsal knihu Asce di Guerra. Popisuje v ní vlastní zážitky z období od konce třicátých let 20. století až do roku 1958.

## Životopis
Pracoval jako truhlář v různých výrobnách nábytku, zajišťoval finančně rodinu z většiny trpící tuberkulózou.
Jako komunistický aktivista, známý pod pseudonymem Gap, v období konce čtyřicátých a začátku padesátých let se účastnil mnoha dělnických protestních manifestací, při nichž přišel často do střetu s pořádkovými silami. Roku 1948 se přihlásil do FGCI (Italský Mládežnický Komunistický Svaz), přestože zastával názor o nedostatečném revolučním nasazení Italské komunistické strany.
Roku 1956 dezertoval ze základní vojenské služby a potají se vydal válčit do Laosu do tamní komunistické brigády napojené na Viet Minh. Po čtyřech měsících se vrátil do Itálie. Vojenskou službu dokončil v roce 1958. Po těžkostech při návratu do civilního života, se téhož roku rozhodl vrátit do Laosu.
Po druhém návratu do Itálie se oženil a měl dvě děti. Jeho příběh popsaný ve dvou autobiografických knihách I sentieri dell'odio a Il prato degli uomini spenti vydaných na vlastní náklady zůstal neznámý do doby, kdy byl představen spolku Wu Ming prostřednictvím Carla Lucarelliho a následným vznikem myšlenky díla Válečné sekery.

## Polemika
Vitaliano Ravagli byl vícekrát napadán deníky střední pravice. Obzvláštní polemiku vzbudily články o účasti na diskusi na Universitě v Perugii roku 2001 a vysílání dokumentu Le guerre di Vitaliano (Vitalianovy války). Il Vietcong romagnolo (Romagnolský Vietkong) se objevil ve dvou výtiscích římských deníků strany Rifondazione Comunista roku 2003. Přepis dialogů a články jsou umístěny ke konzultaci na stránkách Wu Ming Foundation.

## Dílo
- Vitaliano Ravagli, Wu Ming, Asce di guerra, Milano, Marco Tropea Editore, 2000, ISBN 88-438-0269-0
- Vitaliano Ravagli, Wu Ming, Asce di guerra, Torino, Giulio Einaudi, 2005, ISBN 88-06-17607-2
- Wu Ming, Giap!, Torino, Giulio Einaudi, 2003, ISBN 88-06-16559-3